# Grupello-Pyramide

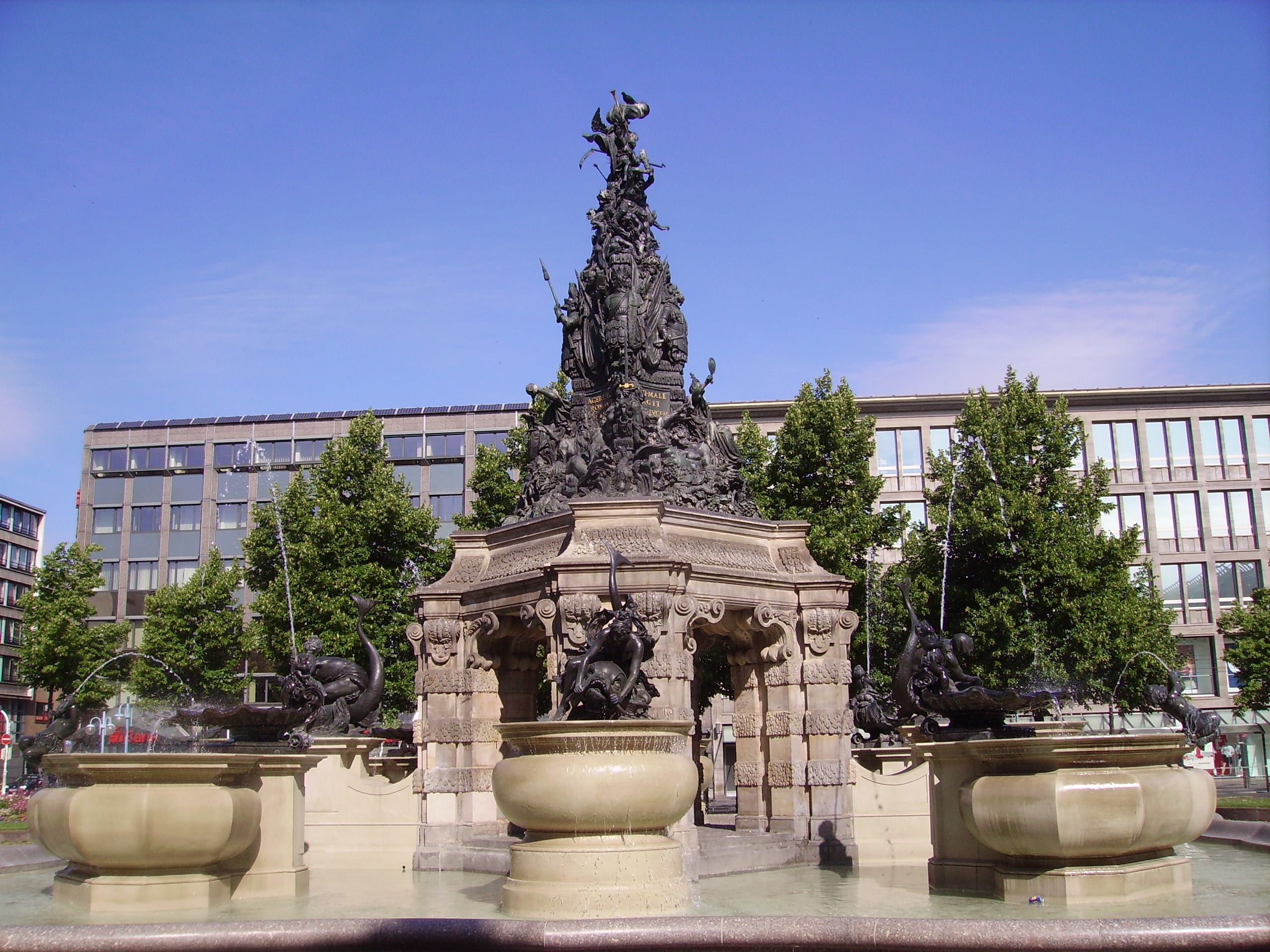
Grupello-Pyramide 2008

Die Grupello-Pyramide ist eine Skulptur auf dem Paradeplatz im Zentrum von Mannheim. Sie wurde zu Beginn des 18. Jahrhunderts von dem flämischen Bildhauer Gabriel Grupello geschaffen.

## Geschichte
Johann Wilhelm wurde 1690 Kurfürst von der Pfalz. Im Pfälzischen Erbfolgekrieg zerstörten die Franzosen das Heidelberger Schloss, weswegen er in Düsseldorf residierte. Dort förderte er Kunst und Kultur und ernannte Gabriel Grupello zum Hofbildhauer. Der Plan für die Pyramide entstand vermutlich bereits 1699, als mit dem Bau eines neuen Gießhauses begonnen wurde, das für größere Skulpturen aus Bronzeguss geeignet war. Der erste Teilguss fand nachweislich im August 1705 statt. Vollendet wurde die Pyramide wohl 1714/15.

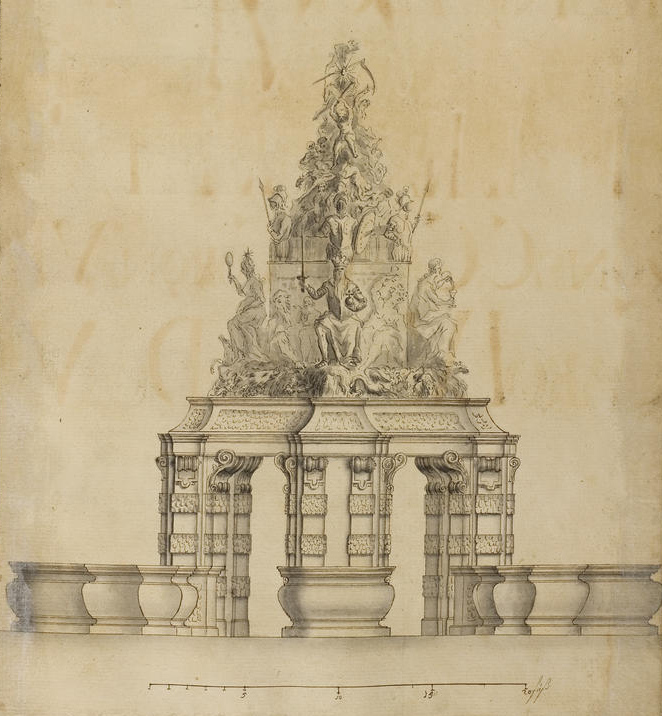
Grupello-Pyramide um 1750

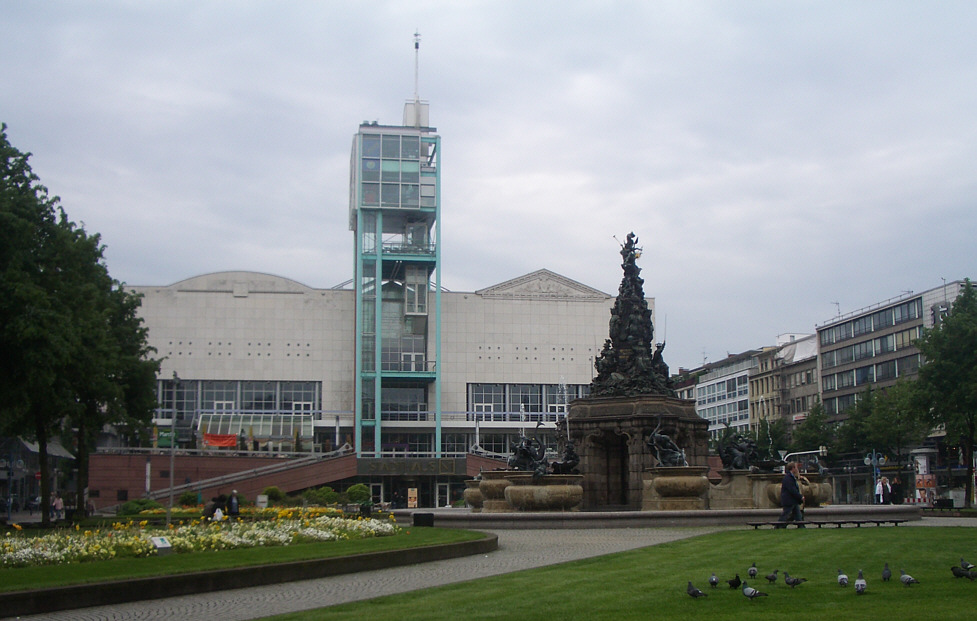
Paradeplatz 2005

1716 stand sie auf dem Düsseldorfer Galerieplatz. Der mit der Pyramide geplante Brunnen wurde nicht mehr verwirklicht. Johann Wilhelm starb und sein Nachfolger Kurfürst Carl Philipp entließ aus finanziellen Gründen Beamte und Künstler, darunter auch Grupello.
1738 ließ Carl Philipp die Skulptur nach Mannheim bringen und beauftragte den Hofbaumeister Alessandro Galli da Bibiena einen Sockel für das Denkmal zu erstellen. Paul Egell sollte acht Brunnenschalen mit Figuren anfertigen, letztere wurden allerdings nicht verwirklicht. 1743 wurde die Statua genannte Pyramide auf den Sockel auf dem Mannheimer Paradeplatz gehoben. In der Mitte des 18. Jahrhunderts entstandenen Handschrift Thesaurus Palatinus des Geheimrats Johann Franz Capellini von Wickenburg wurde das Denkmal bildlich festgehalten, wodurch das damalige Aussehen überliefert ist.
Mangels geeigneter Wasserzuführung blieb der Brunnen 150 Jahre unvollendet. Erst mit dem Bau des Mannheimer Wasserturms konnte eine zentrale Wasserversorgung in der Stadt aufgebaut und Leitungen zum Paradeplatz gelegt werden. 1888 wurde der Bildhauer Johannes Hoffart beauftragt, Brunnenfiguren zu gestalten, die dem „Charakter des Denkmals angepasst sein und sich dem Ganzen organisch einfügen“ sollten. Gegossen wurden sie von Ferdinand von Miller. Zugleich wurde ein Becken angelegt und der Sockelunterbau der Pyramide erneuert. 1893 war die neu gestaltete Anlage vollendet.
Im Zweiten Weltkrieg fielen die Figuren von Hoffart trotz Widerspruchs der Denkmalpflege der Metallspende zum Opfer. 1975 wurde ein Teil der verlorengeglaubten Figuren in Privatbesitz wiederentdeckt. Nach der Fertigung von Abgüssen konnte die Brunnenanlage bis 1989 wiederhergestellt werden. Bis zum 250-jährigen Jubiläum des Aufstellens in Mannheim im Jahr 1993 wurde auch die Grupello-Pyramide aufwendig restauriert.

## Beschreibung

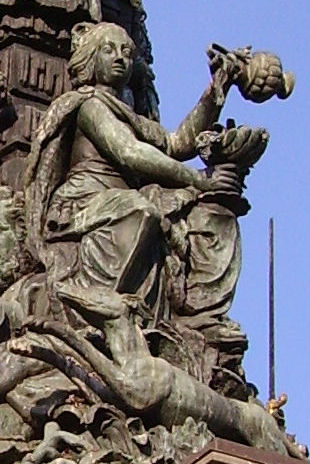
Temperantia

Die Grupello-Pyramide stellt eine Allegorie des Triumphs fürstlicher Tugenden über die Laster und der Entschleierung der Wahrheit durch die Zeit dar und verherrlicht den Landesherrn Kurfürst Johann Wilhelm. Die Skulptur gliedert sich in drei nach oben verjüngende Teile und hat ohne den Sockel eine Höhe von 6,90 Meter.
Im unteren Teil sind vier Flussgötter dargestellt. Sie symbolisieren Rhein, Donau, Neckar und Mosel, die vier Ströme des Landes und stehen für die Landesteile Kurpfalz, Neuburg, Jülich und Berg und die Grafschaft Sponheim. An den vier Ecken sitzen vier Figuren, die die vier Kardinaltugenden darstellen. Darüber hinaus sind die Gesichtszüge realen Vorbildern nachempfunden. Jeweils links neben den Figuren befindet sich eine dazugehörige Inschrift über einem Wassergott.
| Tugend                 | Inschrift                                                   | Beschreibung |
| ---------------------- | ----------------------------------------------------------- | --- |
| Justitia Gerechtigkeit | NUNQVAM LATET (Die Wahrheit) bleibt niemals verborgen       | Zentrale Gestalt mit Krone, Richtschwert und Reichsapfel. Sie trägt die Züge von Kurfürst Johann Wilhelm. Beigestellt sind ein gallischer Hahn und ein türkischer Putto, die Feinde des Reiches.                                                                                |
| Prudentia Klugheit     | QVI MALE AGIT, ODIT LVCEM Wer übel handelt, hasst das Licht | Frauengestalt, die in der Linken die Schlange als Weisheitssymbol und in der Rechten den Spiegel der Selbsterkenntnis hält. Wahrscheinlich sind die Gesichtszüge Maria Anna nachempfunden, der ersten Ehefrau von Kurfürst Johann Wilhelm.                                      |
| Fortitudo Tapferkeit   | AGERE PATI ROMANVM EST Es ist römisch, leidend zu handeln   | Die Devise weist auf Mucius Scaevola, in der Rechten ein Schwert haltend, die Linke an brennenden Kohlen. Nach wessen Vorbild die Figur geschaffen wurde, ist nicht genau bekannt. Vermutungen weisen auf Erzherzog Karl, spanischer Thronprätendent und Neffe Johann Wilhelms. |
| Temperantia Mäßigung   | MODERATA DVRANT Gemäßigte haben Ausdauer                    | Frauenfigur, die Wasser in den Wein gießt. Das Gesicht ist Anna Maria Medici nachempfunden, zweite Ehefrau von Johann Wilhelm. |

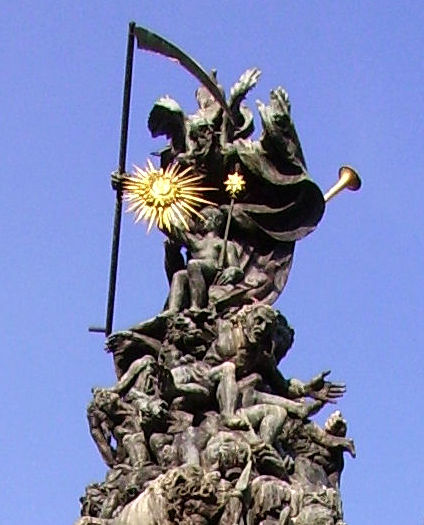
Pyramidenspitze: Chronos enthüllt Veritas.

In der Zone darüber befindet sich ein Abschnitt mit Trophäen, die mit den Kardinaltugenden korrespondieren: Hercules (Klugheit), Minerva (Mäßigung), Janus (Tapferkeit) und Mauer (Gerechtigkeit).
Der oberste Abschnitt ist der wichtigste für den Bedeutungsgehalt der Pyramide. Der Gott der Zeit Chronos enthüllt die nackte Veritas (Wahrheit). In ihrem Rücken bläst die Göttin des Ruhmes Fama die Posaune für Hercules der gegen die Hydra kämpft. Symbolisiert wird hier Kurfürst Johann Wilhelm im Kampf gegen die Ketzerei. Unterstützung bekommt er von mehreren Löwen, Wappentier der Kurpfalz. Von der himmlischen Wahrheit geblendet stürzt eine Menschenmenge hinab. Sie stellen figürlich Todsünden und Laster dar, wie Habgier, Wollust, Völlerei oder Zorn. Grupello wurde hier sicher beeinflusst von Rubens’ Gemälde Höllensturz der Verdammten, das der Kurfürst für seine Düsseldorfer Gemäldegalerie erworben hatte.
Als unterste Zone war ursprünglich noch ein Abschnitt mit Diana und Aktäon geplant, der aber von Grupello nicht mehr verwirklicht werden konnte.